# 토마스모자이크꼬리쥐
토마스모자이크꼬리쥐(Paramelomys mollis)는 쥐과에 속하는 설치류의 일종이다. 인도네시아 서뉴기니(서파푸아)와 파푸아뉴기니에서 발견된다.